# Krisinformation.se
Krisinformation.se är en webbplats för samlad krisinformation från Sveriges myndigheter riktad till allmänheten. Webbplatsen innehåller inte enbart information gällande pågående eller befarade kriser, utan även information kring ansvarsförhållanden under kriser och vidtagna åtgärder under tidigare kriser och erfarenheter av dessa.
Som ett komplement till den egna webbplatsen utnyttjas även mikrobloggen Twitter och det sociala mediet Facebook för att sprida aktuell information.

## Bakgrund
Webbplatsen drivs av Myndigheten för samhällsskydd och beredskap, men ett stort antal myndigheter ingår i samarbetet kring webbplatsen. De myndigheter som har ett ansvar för olika frågor ansvarar för att leverera innehåll inom sitt område. Krisinformation.se startades 29 april 2008 av dåvarande Krisberedskapsmyndigheten efter att myndigheten hade fått ett uppdrag av regeringen. Twitter började utnyttjas som ett komplement 24 april 2009 och Facebook i maj 2011. Webbplatsen kom till för att göra det lättare för allmänheten att hitta samordnad, krisrelaterad information, utan att behöva känna till vilken myndighet som har hand om vilken fråga.